# Giuseppe Sarti

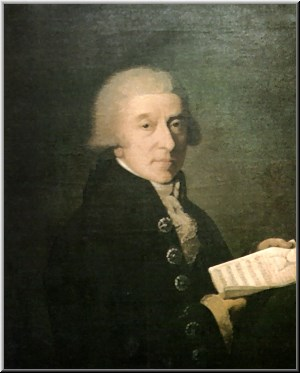
Giuseppe Sarti

Giuseppe Sarti (ook bekend als Sardi; gedoopt 1 december 1729 – overleden 28 juli 1802) was een Italiaanse operacomponist.

## Leven en werk
Hij werd geboren in Faenza. Zijn geboortedatum is niet bekend, wel dat hij werd gedoopt op 1 december 1729. Sommige vroegere bronnen vermelden dat hij werd geboren op 28 december, maar zijn geboorteakte bewijst dat de laatstgenoemde datum onmogelijk is.
Sarti werd op 13-jarige leeftijd organist in Faenza, toen hij werd uitgenodigd om een opleiding te volgen bij Padre Martini in Bologna.
Na beëindiging van zijn aanstelling in Faenza in 1750, wijdde Sarti zich aan de bestudering van theatermuziek en werd hij in 1752 directeur van het theater van Faenza.

## Opera
In 1752 produceerde hij de opera Il re pastore (De koning-herder), die als zijn eerste opera wordt beschouwd omdat de datering van Pompeo in Armenia onzeker is. In 1753 ging Sarti naar Kopenhagen met Pietro Mingotti en in 1755 stelde koning Frederik V hem aan als Hofkapellmeister en directeur van de opera. Daar produceerde hij zijn Ciro riconosciuto. In 1765 reisde hij naar Italië om enkele nieuwe zangers te aan te trekken; maar door de dood van koning Frederik kwam voorlopig een einde aan zijn betrekking. In 1766 werd hij aangesteld als koordirigent aan de Ospedale della Pietà in Venetië, een positie die hij bekleedde tot 1767.
In 1769 vertrok hij naar Londen, waar hij slechts in zijn levensonderhoud kon voorzien door het geven van muzieklessen. In 1779 werd hij gekozen als maestro di cappella in de kathedraal van Milaan, waar hij bleef tot 1784.
Hier kon hij zich wijden aan zijn ware roeping van componist, en voegde hij aan ten minsten twintig van zijn succesvolste opera’s een groot aantal sacrale muziekwerken voor de kathedraal, en gaf hij les aan meerdere getalenteerde leerlingen waaronder de meest vooraanstaande Luigi Cherubini was.
In 1784 nodigde keizerin Catharina II Sarti uit in Sint-Petersburg. Onderweg stopte hij in Wenen, waar keizer Jozef II hem goedgunstig ontving voornamelijk als gevolg van zijn opera Due litiganti, en waar hij kennismaakte met Mozart.
Hij bereikte Sint-Petersburg in 1785 en nam meteen de directie van de opera op zich waar hij veel nieuwe stukken componeerde naast enkele opmerkelijke sacrale muziekwerken, waaronder een Te Deum voor de overwinning van Otsjakiv, waarin hij het afvuren van echte kanonnen introduceerde.
Sarti richtte het Russische Conservatorium voor Muziek op in 1793.
Hij bleef in Rusland tot 1801 toen zijn gezondheid zo slecht was geworden dat hij toestemming vroeg om terug te keren. Keizer Alexander onthief hem van zijn verplichtingen en liet hem in 1802 gaan met een royaal pensioen; door keizerin Catherina werden hem adeldomsbrieven verleend.
Zijn succesvolste opera's in Rusland waren Armida e Rinaldo en Het begin van het bewind van Oleg (Nachal'noye upravleniye Olega), voor de laatstgenoemde schreef de keizerin zelf het libretto.
Sarti stierf kort na zijn aankomst in Berlijn.
Sarti's opera Fra i due litiganti il terzo gode werd onsterfelijk gemaakt door Mozart, die een aria eruit introduceerde in de maaltijd-scene in Don Giovanni. Mozart's Le nozze di Figaro die in Wenen in 1784 werd uitgevoerd, was sterk beïnvloed door deze opera. Het aantrekkelijke libretto van Da Ponte, auteur van de libretti voor Figaro and Don Giovanni, vertonen gelijkaardige spelsituaties en de ingewikkelde finale van de eerste akte diende als een model voor Mozart voor het slot van de laatste akte van Figaro.

## Composities
Sonates voor klavecimbel en andere instrumenten (in de Satta's thematische catalogus)
- S. I: 1 Sonate in D-majeur voor klavecimbel en viool or flute (facsimile, SPES 1989)
- S. I: 2 Sonate in D-majeur voor klavecimbel en viool (viool is vermist)
- S. I: 3 Sonate in e-mineur voor klavecimbel en viool or fluit (facsimile, SPES 1989)
- S. I: 4 Sonate in G-majeur voor klavecimbel en viool or flute (facsimile, SPES 1989)

Sonates voor klavecimbel of orgel (in de Satta's thematische catalogus)
- S. II: 1 Sonate in C-majeur voor klavecimbel (kritische editie, Ricordi 1979)
- S. II: 2 Sonate in D-majeur voor klavecimbel (kritische editie with facsimile, Esarmonia 2008)
- S. II: 2a Sonate in D-majeur voor Organ (kritische editie met facsimile, Esarmonia 2009)
- S. II: 3 Sonate in D-majeur voor klavecimbel (kritische editie met facsimile, Esarmonia 2008)
- S. II: 4 Sonate in D-majeur voor klavecimbel(kritische editie met facsimile, Esarmonia 2008)
- S. II: 5 Sonate in D-majeur voor klavecimbel (kritische editie met facsimile, Esarmonia 2009)
- S. II: 6 Sonate in D-majeur voor klavecimbel (incompleet manuscript)
- S. II: 7 Sonate in Es-majeur voor klavecimbel (kritische editie met facsimile, Esarmonia 2009)
- S. II: 8 Sonate in F-majeur voor klavecimbel (kritische editie, Eurarte 2002)
- S. II: 9 Sonate in G-majeur voor klavecimbel (kritische editie, Ricordi 1979)
- S. II: 10 Sonate in G-majeur voor klavecimbel (kritische editie, Ricordi 1979)
- S. II: 11 Sonate in G-majeur voor klavecimbel (kritische editie, Eurarte 2002)
- S. II: 12 Sonate in G-majeur voor klavecimbel(kritische editie met facsimile, Esarmonia 2008)
- S. II: 13 Sonate in G-majeur voor klavecimbel (kritische editie met facsimile, Esarmonia 2008)

## Uitgegeven werken
- GIUSEPPE SARTI, Giulio Sabino, ristampa anastatica del facsimile dell’edizione di Vienna, Bologna, Forni [1969], (Bibliotheca musica Bononiensis, sezione IV, n. 128).
- GIUSEPPE SARTI, VI sonate a flauto traversiero solo e basso continuo. Paris, s.d. / III sonate per il cembalo con violino o flauto traverso concertante. Amsterdam s.d., Firenze, SPES 1989 (Archivum Musicum: Flauto Traversiere, 17).
- GIUSEPPE SARTI, Ciro riconosciuto, facsimile a cura di Piero Mioli, Firenze, SPES 2002.
- GIUSEPPE SARTI, Due sonate inedite per clavicembalo (o pianoforte), a cura di R. Satta, Varenna (LC), Eurarte 2002 (Rarità musicali).
- GIUSEPPE SARTI, Sonata Caratteristica “Giulio Sabino ed Epponina”, op. 1, a cura di R. Satta, Varenna, Eurarte 2002 (Rarità musicali).
- GIUSEPPE SARTI, Quattro sonate inedite per clavicembalo (organo o pianoforte), a cura di R. Satta (con facsimile), Capua (CE), Esarmonia 2008.
- GIUSEPPE SARTI, Sonata per clavicembalo (organo o pianoforte) in sol maggiore, a cura di Roberto Satta (con facsimile), Capua (CE), Esarmonia 2008.
- GIUSEPPE SARTI, Sonata in mi bemolle maggiore per clavicembalo (organo o pianoforte), a cura di Roberto Satta (con facsimile), Capua (CE), Esarmonia 2009.
- GIUSEPPE SARTI, Due sonate per clavicembalo (organo o pianoforte), a cura di Roberto Satta (con facsimile), Capua (CE), Esarmonia 2009.
- GIUSEPPE SARTI, Aria Questo core io ti donai dall’opera buffa Gli amanti consolati per soprano e pianoforte, a cura di Roberto Satta, Capua (CE), Esarmonia [in preparazione].
- ROBERTO SATTA, Le sonate per clavicembalo o forte piano di Giuseppe Sarti, «Studi e documentazioni – rivista umbra di musicologia», XXI/2, 2002, pp. 23–63.
- ROBERTO SATTA, Intorno a Giuseppe Sarti. Giornata internazionale di studi, «Studi e documentazioni – rivista umbra di musicologia», XXI/2, 2002, pp. 88–90.
- ROBERTO SATTA, L’epoca dello stile galante, «Studi e documentazioni – rivista umbra di musicologia», XXII/2, 2003, pp. 3–42.
- ROBERTO SATTA, Le sonate per tastiera di Giuseppe Sarti: catalogo tematico, «Fonti musicali italiane», XIII, 2008, pp. 93–116.
- ROBERTO SATTA, Giuseppe Sarti. La vita e l'opera, «Studi e documentazioni – rivista umbra di musicologia», XXVIII/1, 2009, pp. 25 – 42.
- ALBINO VAROTTI, L'ambiente in cui operò Giuseppe Sarti musicista europeo. Note su note, «Studi e documentazioni – rivista umbra di musicologia», XXVIII/1, 2009, pp. 43 – 54.